# Neosantalus naviauxi
Neosantalus naviauxi är en skalbaggsart som beskrevs av Yves Gomy 2007. Neosantalus naviauxi ingår i släktet Neosantalus och familjen stumpbaggar. Inga underarter finns listade i Catalogue of Life.